# 小星型切頂十二面体
小星型切頂十二面体 (Small Stellated Truncated Dodecahedron)又は擬切頂小星型十二面体 (Quasitruncated Small Stellated Dodecahedron)とは、一様多面体の一種で、小星型十二面体の星型五角形が正10/3角形になるようにして各頂点を削ったものである。
- 構成面： 正五角形 12枚、正10/3角形 12枚
- 辺： 90
- 頂点： 60
- 頂点形状： 5, 10/3, 10/3
- シュレーフリ記号: t{5/3,5}
- ワイソフ記号： 2 5 | 5/3
- 枠： 斜方二十・十二面体
- 双対： 大五方十二面体（英語版）
- 外接球半径： 一辺を2とすると {\displaystyle {\sqrt {17-5{\sqrt {5}} \over 2}}}

## 同じ枠を持つ立体
- 斜方二十・十二面体
- 小十二・二十・十二面体
- 小斜方十二面体
- 小星型切頂十二面体
- 6個のアルキメデスの星型五角柱による複合多面体
- 12個のアルキメデスの星型五角柱による複合多面体